# 1200
[[Категорија: 1200
.| ]]
Година 1200 (MCC) била је преступна година која је почела у суботу.

## Догађаји
- Википедија:Непознат датум — Основан је Универзитет у Кембриџу.
- Википедија:Непознат датум — Грађани и становништво Асизија устало је против племства, освојили су тврђаву и кренули у рат против Перуђе.
- Википедија:Непознат датум — Као последица развода Филипа II Августа, Француску је задесио папински интердикт.
- Википедија:Непознат датум — Свети Сава је завршио Хиландарски типик. Њиме је одредио норме монашког живота у манастиру, као и организацију манастирске управе.
- Википедија:Непознат датум — У подсахарској Африци, подручје данашњег Чада, владао је у Канему Дунама Дибалами.
- Википедија:Непознат датум — У гвинејским тропским шумама оснивале су се независне краљевине.
- Википедија:Непознат датум — У муслиманском краљевству Хорезмији Текиша је наследио син Ала ад-Дин Мухамед.
- Википедија:Непознат датум — У Непалу се стабилизовала династија Мала. У XIII веку Непал је избегао муслиманско освајање а Краљевство Мала ће вековима остати класично хиндуистичко краљевство.
- Википедија:Непознат датум — У заливу Менам конституисао се данашњи Тајланд, нова држава сијамске популације. Први краљ Шри Индрадитја успео је с братом Пха Моунгом да регију потчини кмерској власти.
- Википедија:Непознат датум — У средњој Америци Мексиканци који по легенди потичу из митске земље Азтлан населили су залив Мексико и уништили толтечку културу и цивилизацију Тулу.
- Википедија:Непознат датум — У Перуу је у монтоушком подручју на северозападу језера Титикака постојала власт Инка, главни град је био Куско.

## Смрти
- 13. фебруар У манастиру Хиландар у 86. години живота упокојио се Стефан Немања као монах Симеон, родоначелник династије Немањић.

### Децембар
- Википедија:Непознат датум — Преподобна Анастасија - жена Стефана Немање и хришћанска светитељка.